# Bebe's Boobs Destroy Society
«Bebe's Boobs Destroy Society» (en España «Las Tetas de Bebe Destruyen la Sociedad» y en Latinoamérica «Las Tetas de Bebe Destruyen el Pueblo») es el décimo episodio de la sexta temporada de la serie animada South Park.

## Trama
Cartman se encuentra en el sótano su casa jugando a Lambs pidiendo a una muñeca que se aplicase la loción (referencia a The Silence of the Lambs), cuando su madre es avisada por Stan, Kyle y Tweek que deben volver a la escuela a pesar de la muerte de la Srta. Selastraga. Los chicos llegan a clase. Bebe, la mejor amiga de Wendy ha empezado a desarrollar senos (aunque pequeños casi confundidos por picaduras de mosquitos). Los chicos de la clase ven a Bebe y empiezan a interesarse en ella creyendo que es inteligente y genial. Ellos la invitan a arrojarle piedras a automóviles. Cuando Kyle enseña a Bebe a arrojar la piedra obtienen un comportamiento primitivo (efecto sonoro de Holocausto Canibal) y los chicos con tal comportamiento empiezan a pelear por Bebe (parodia de "El Amanecer del Hombre" en 2001: Una Odisea en el espacio) lo que hace que se sienta un poco incómoda.
Al día siguiente en la clase los chicos sienten admiración hacia Bebe lo que provoca celos de sus compañeras y amigas, incluso Wendy. Más tarde Cartman anuncia que Bebe será la nueva cuarta amiga en sustitución del fallecido Kenny aunque reemplazando a Kyle. Por unanimidad Bebe sustituye a Cartman. Un día Butters, Clyde, Craig y Jimmy planean lanzar a Bebe como presidenta de la clase, algo que indigna más a Wendy, a la vez Stan, Kyle y Tweek planean invitarla a ver Terrance & Phillip, pero se topan con estos primeros y luego la madre de Bebe les dice que está con Cartman. Este y Bebe juegan a lo dicho al inicio del capítulo y al llegar al sótano, lo que desencadena una pelea entre los chicos aun teniendo su comportamiento cavernícola, Stan gana luego de golpear a los demás con un hueso. Bebe empieza a sentirse más incómoda con la actitud de los chicos y su madre les dice que esta indispuesta, cuando se van un Transbordador Espacial se estrella cerca de ahí y los dos astronautas supervivientes les piden ayuda a los chicos pero estos aun tienen su comportamiento primitivo, los astronautas creen que están en el futuro (parodia de El planeta de los simios) y se suicidan.
Bebe molesta decide ir al hospital pidiéndole al doctor reducirse quirurgicamente el busto, pero el doctor la rechaza ya que no podía hacerlo con niñas de su edad aunque si se los podía aumentar y que además una mujer con senos voluptuosos era bien apreciada por los hombres (lo que se muestra con una enfermera con buenos senos y otra que no los tiene). Bebe aun le reclama la reducción ya que no desea ser un estereotipo de rubia tonta. Por otra parte Stan dibuja en la pared senos diciendo "Ah-Tah" (referencia a La guerra del fuego). Randy, su padre le aconseja que los senos jamás lo deben alejar de sus amigos y sus deberes, por su vida pasaran varios senos hasta encontrar unos con los que pasara el resto de su vida. Eso hace que paulatinamente deje su comportamiento cavernícola. Después de eso cuando Bebe dormía, un seno le habla a otro conspirando para crecer por día y poner al pueblo y al mundo a los pies de la niña, Bebe grita y su mamá la calma diciéndole que siendo mujer sus senos dominarían a la especie masculina. Bebe decide poner fin a todo. Wendy deseando ser mejor que Bebe paga tres mil dólares para tener implantes quirúrgicos de senos, a pesar de que su madre no está de acuerdo.
Al día siguiente los chicos aun pelean entre ellos para tener a Bebe, algo que preocupa al Sr. Mackey porque estaban también descuidando sus tareas de la escuela, en ese momento llega Bebe con una caja de cartón cubriéndole casi todo el cuerpo, los chicos dejan de interesarse en Bebe, Stan les dice a los chicos que eran sus senos los que nublaban su razón y llenaban al hombre de ilusiones. Los chicos mutuamente se piden perdón. Luego llega Wendy con sus nuevos implantes de senos, pero es ridiculizada y burlada por sus compañeros, Butters los palpa diciendo que son duros y pastosos y Cartman dice que es una estúpida.